# Julia Karlernäs
Julia Helena Maria Karlernäs (Torsby, 6 ottobre 1993) è una calciatrice svedese, centrocampista dell'IFK Norrköping.

## Carriera

### Club
Dopo aver trascorso tre anni in Italia, indossando la maglia del Como nel campionato di Serie A Femminile, nel luglio 2025 Karlernäs decide di tornare a giocare nel paese nativo, firmando un contratto con l'IFK Norrköping, partecipante alla Damallsvenskan, il massimo campionato di calcio femminile svedese.

## Palmarès

### Club
- Campionato svedese: 1

Piteå IF: 2018
- Campionato svedese di seconda divisione: 2

Mallbackens IF: 2012, 2014
- Coppa di Svezia: 1

Häcken: 2020-2021